# Harpurhey
Harpurhey är en stadsdel i Manchester, i distriktet Manchester, i grevskapet Greater Manchester, i England. Denna ward hade 19 997 invånare år 2021. Harpurhey var en civil parish från 1866 till 1896 då den blev en del av North Manchester. Denna civil parish hade 8 380 invånare år 1891.